# 三遊亭小圓遊
三遊亭 小圓遊（さんゆうてい こえんゆう）は、落語家（江戸落語）の名跡。

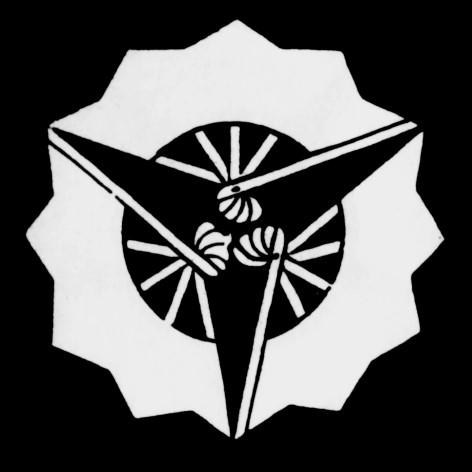
三遊派定紋「高崎扇」

小圓遊は明治時代の初代から4代を数えたが、二代目を除く3名が、奇しくも全員若くして旅先で急死しているという共通点がある。そのこともあってか、1980年に4代目が死去したのを最後にこの名跡は使われることもなく、2025年現在でも空き名跡になっている。
なお初代三遊亭圓遊の息子が清遊と名乗って落語家として活動しており、一時期小圓遊を名乗っていたが、技芸未熟のため取り上げられたという説がある。

## 初代
初代 三遊亭 小圓遊（明治3年（1870年、逆算） - 明治35年（1902年）8月29日）は、東京出身の落語家。本名：鳥羽 長助。通称「鳥羽長の小圓遊」。
実家は東京芝の「鳥長」という料理屋。幼少期から芸事に熱中し1884年、14歳で初代三遊亭圓遊に入門。最初は遊林といい少年落語家として評判を得た。1895年3月に25歳で真打となり小圓遊と改名。得意ネタは師匠仕込みの『成田小僧』であった。
その人気は絶大なものであり、圓遊の後継者と目されていたが、1902年に巡業先の尾道の旅館で32歳の若さで死去した。師匠圓遊はあまりにも早すぎる死を惜しんだ。年上の弟弟子であった三遊亭左圓遊は、小圓遊の急死を聞いて「シメタッ」と手を叩いて喜んだという噂が流れた。真偽は不明だが、それだけ小圓遊の人気・実力が凄まじいものであったとされる。

### 弟子
- 三遊亭小傳遊
- 三遊亭金遊斎
- 三遊亭小新遊 - 初代三遊亭遊輔門下から移籍

## 2代目
二代目三遊亭小圓遊 - 後∶二代目三遊亭圓遊

## 3代目
三代目 三遊亭 小圓遊（1895年（明治28年）? - 1926年（大正15年）2月16日）は、群馬県高崎市出身の落語家。本名：斎藤 文太郎。
二代目蜃気楼龍玉の一人息子で、後述の四代目とは同郷。1915年、6年頃に二代目三遊亭圓遊門下で、圓平から1921年に小圓遊に改名し睦会に所属（圓平時代は父の弟子だったという説もある。）。
北海道巡業中の函館で腸チフスに罹患し急死した。没年齢は30とも31ともいわれる。

## 4代目
四代目 三遊亭 小圓遊（1937年〈昭和12年〉8月3日 - 1980年〈昭和55年〉10月5日）は、群馬県前橋市出身で東京育ちの落語家。本名：関根 尚雄。生前は落語芸術協会所属。血液型はA型。出囃子は『二上がり鞨鼓』。
『笑点』の大喜利コーナーのレギュラー回答者を務め、キザなキャラクターで人気を博す。一方で高座では「へっつい長屋」「浮世床」「蛇含草」などの古典落語を得意とした。過度の飲酒に起因する病のため、43歳の若さで巡業先の山形県で亡くなった（後述）。

### 来歴・人物

#### 落語家として
1955年（昭和30年）、東京都立文京高等学校を中退し、四代目三遊亭圓遊に入門。前座名「金遊」。高校在学中は演劇部に在籍し、もっぱら人を笑わせ、落語家の素質を見せていたという。1958年（昭和33年）、二ツ目昇進。
1964年（昭和39年）7月13日 より、 JRN系列で月曜日から土曜日の13時から18時に放送していた昼ワイドラジオ番組『オーナー』の「落語天気図」コーナーにレギュラー出演し「お天気や金ちゃん」として人気を得る（〜1966年（昭和41年）10月1日まで）。
声優・俳優の井上真樹夫とは同じ高校の先輩・後輩という関係から親交があった。
1968年（昭和43年）10月、「四代目 三遊亭小圓遊」を襲名して真打昇進。
なお定紋は落語芸術協会内の三遊亭の定紋の高崎扇だが、『笑点』では糸輪に覗き片喰を用いていた。

#### 笑点出演時の小圓遊
1966年（昭和41年）5月15日から放送された『笑点』（日本テレビ）に第1回から参加。1969年（昭和44年）4月6日、初代司会であった七代目立川談志とレギュラーメンバーとの対立があり『笑点』を一時降板。その期間、自身主演の時代劇や同時期に『笑点』を降板した五代目三遊亭圓楽主演のドラマなどに出演していた。小圓遊の笑点降板から7か月後の同年11月9日、談志の降板により司会が前田武彦へ交代したことで、大喜利でのライバルであった桂歌丸と共に大喜利メンバーへ復帰。
それ以来1980年（昭和55年）10月5日に急逝するまで大喜利メンバーとして参加し続けた。小圓遊の復帰と同時に、弟弟子である三遊亭笑遊（現：五代目三遊亭圓遊）が座布団運びとして加わっているが、わずか8か月で降板した。
『笑点』では歌丸との「罵倒合戦」が名物となり、1972年（昭和47年）8月27日放送で特別企画として司会の（初代）三波伸介と五代目圓楽の仲介による「手打ち式」が行われるも、すぐに仲違いした。二人の罵倒合戦は『笑点』の高視聴率を打ち出す原動力の一つとなったが、実際は歌丸との不仲は番組を盛り上げるための演出であり、番組を離れた場では小圓遊が1歳年上の歌丸から古典落語の稽古を付けてもらうなど、歌丸が「アイツとは打ち合わせをしなくても、アドリブでポンポン出てくるんです」と言うほどの阿吽の仲であったことをうかがわせる発言をしている。歌丸が「本業の落語より稼がせてもらった」と語るほど二人は共に仕事をする機会も多かったが、地方公演に行った際に駅のホームで一緒に立っていたところ、目撃した視聴者から「仲が悪いはずなのに」と言われたことで、表立っては一緒にいるときは離れて行動するようになったという。
また、大喜利での座布団10枚獲得の賞品として、1972年10月に『マドモアゼル』（クラウンレコード）のタイトルでレコードをリリースしている。
『笑点』では「ボクちゃん～」で始まるセリフの「キザなキャラクター」を演じていた小圓遊であったが、実際は古典落語を得意とする落語家であり、そのキャラクターとのギャップに苦しんでいたとされる。そのギャップを埋めようと、プライベートでの服装を和装から洋装へ変えたりするなど試みていたがうまくいかず、次第に飲酒量が増え酒浸りになっていった。元々酒は好きではなかったが、共演していた初代林家木久蔵（現：林家木久扇）の証言では「一緒に飲むと、酒量を気にする奥さんの眼を盗んでまず相手のコップの酒を一気に飲み、自分はまだ飲んでいないと奥さんを安心させてから、自分のコップの酒を一気に飲む」という飲み方をしていたといい、歌丸によれば、小圓遊は気が小さい性格であった故に酒で気を紛らわせるようになっていた他、悪い酔い方であったため、他人からそっぽを向かれていたと語っており、また酒量に関して注意しても、小圓遊は全く聞く耳を持たなかったという。
歌丸からは「お化け」「フランケンブルドッグ」などと容姿を揶揄されていた。『笑点』の若手大喜利では、レギュラーメンバーが父親役で若手が子役のネタにおいて、父親役を小圓遊、子役を古今亭朝次（現：七代目桂才賀）がそれぞれ務めていた。

#### 晩年・急逝
小圓遊は亡くなる10年以上前から糖尿病を患っており、長期入院も経験。さらに、1975年（昭和50年）には栃木県宇都宮市で交通事故に遭い、足を負傷するなど災難が続いた。既に肝臓がんによる闘病生活に入っていた初代林家三平は、「小圓遊さん、最近痩せちゃって。医者にみせているのかねえ」と病床で小圓遊の健康状態を心配していたといい、また歌丸によると笑点の放送開始15周年を記念して行われたハワイ公演（後述）を終えて帰国し成田空港から出てきた際、花壇のところで力なく座り込んでしまうほどまで健康状態が悪くなっており、歌丸が目にした小圓遊の生前最後の姿だったという。
小圓遊最後の『笑点』出演は1980年（昭和55年）9月20日に収録し、小圓遊が亡くなった7日後の10月12日に放送された15周年記念ハワイ公演（2週目）だった。出演し続けた『笑点』でも、酒浸りになっていたせいか呂律が回らなくなっており、収録時には一日中酒の匂いが消えなかったこともあった。そのため段々と受け答えも悪くなっており、台本や編集、当時の司会者だった三波伸介のフォローで何とかごまかすことも多くなっていた。
三波や歌丸、当時のプロデューサーからは「酒を取るか、笑点を取るか」と迫られており、スタッフや共演者の真意を理解した小圓遊は収録前夜に酒を控えるなど、本人の仕事に対する意識に変化が見られた矢先の出来事であった。一方で、歌丸は小圓遊は例の質問に対して事もあろうに「酒を取る」と返したため、ついに制作側も痺れを切らして番組から降板させることを決断、今日か明日にも本人にその旨を通告しようかという矢先に小圓遊が倒れたと語っている。
1980年（昭和55年）10月4日 、山形県村山市にある村山市民会館で行われた山形放送主催の『秋まつり爆笑大会』に小圓遊は出演した。だが、開演前から「気分が悪い」と訴えて二度吐血していた。主任を務めた昼の部で「蛇含草」を演じる予定だったが、マクラを語っている際に気分が悪くなり、約7分で高座を下りた。その直後に戻った楽屋のトイレで再び吐血し意識不明となり、16時50分、北村山公立病院へ緊急搬送された。病院へ搬送されてからも、午後5時半から始まる夜の部が気になったらしく、プロダクションの関係者には「夜の部もやりたいよ。着物を着せてくれ」「点滴を受ければ大丈夫」「着物を探してくれ…」と漏らしていたが、間もなく昏睡状態に陥った。この日の夕方には鈴本演芸場に出演中の歌丸に関係者から「小圓遊の代役として山形での公演に出演してくれないか」と依頼が来たものの、歌丸は翌5日も鈴本演芸場に出演する事になっていたため、その依頼を断った。5日、家族も病院に駆けつけ枕元で回復を祈っていた他、19時30分ごろには鈴本演芸場にてトリを務めていた歌丸に「小圓遊は持ち直した」と連絡が来たものの、その14分後の19時44分、食道静脈瘤破裂により死去した。43歳没。なお死去した当日は山口百恵の引退コンサートが行われた日であり、人気落語家の死去でありながら、その報道は山口百恵の影に隠れる形となってしまい、また前述の『笑点』ハワイ公演の前編が放送された日でもあった。
山形での公演には初代林家木久蔵（現：林家木久扇）とバラクーダも出演しており、木久蔵は小圓遊の最期を看取っている。搬送時には既に生命が危険な状態であったため家族を呼んだが、待っている間は注射で眠らされるのを拒み、看護師達を相手に笑わせていたという。小圓遊は意識不明に陥る直前に「着物を貸してくれ」と話しており、それが最期の言葉となった。小圓遊死去の一報を聞いた歌丸は「弟を亡くしたような気持ち」とコメントした。墓所は寛永寺第二霊園。戒名は『欣笑院圓覺尚道居士』。
10月19日の『笑点』で「小圓遊追悼大喜利」が行われた。小圓遊の定位置には座布団と生前着用していた水色の色紋付が置かれ、小圓遊以外のメンバー5人（歌丸・林家こん平・初代木久蔵・林家九蔵〈現：三遊亭好楽〉・三遊亭楽太郎〈のちの六代目三遊亭円楽〉）で大喜利を行っている。三波や歌丸も終始、目を潤ませながら大喜利を進行していた。三波が独り言のように、「馬鹿が一人で逝きやがって、私は寂しいですよ」と言ったという。そして冒頭の挨拶で歌丸が「碁敵は憎さも憎し懐かしし」と挨拶したという。また、師匠である四代目圓遊も弟子の小圓遊に先立たれたショックから立ち直ることが出来ず、悲しみのあまり高座から遠ざかり、小圓遊の死から4年後（1984年1月9日）に死去している。
なお、2023年現在「笑点」大喜利メンバーで在任中に死去したのは、彼および2022年に死去した六代目円楽の2人、司会者も含めると1982年に死去した三波の3人のみである。
『笑点』の当時のプロデューサーは小圓遊死去の翌日である10月6日に、若手大喜利で小圓遊と組む事もあった古今亭朝次（現：七代目桂才賀）を小圓遊の後任メンバーにする事を決定し、当日朝次に対してその旨を伝えた。朝次は11月2日から加入したが、朝次が着用した色紋付は桃色となった。これは「人気者の小圓遊の後任」という重圧を避ける意味合いがあった。これに伴って、それまで桃色を着用していた林家九蔵（三遊亭好楽）が生前の小圓遊が着用していた水色（色合いは小圓遊時代より薄いもの）を着用することとなった。その後、水色の色紋付は好楽と入れ替わりで加入した三遊亭小遊三が現在まで着用している。

### 芸歴
- 1955年2月 - 四代目三遊亭圓遊に入門。前座名「金遊」。
- 1958年 - 二ツ目昇進。
- 1966年 - 日本テレビ系列の演芸番組『笑点』のメンバーとなる。
- 1968年9月 - 真打昇進、「四代目三遊亭小圓遊」襲名。
- 1969年
  - 4月 -『笑点』降板。
  - 11月 - 復帰。
- 1979年8月 - 落語芸術協会理事就任（死去まで同職）。
- 1980年10月 - 死去。

### テレビ
- 笑点（NTV、1966年5月15日 - 1969年3月30日・1969年11月9日 - 1980年10月12日）10月5日急逝により
- ヤング720（TBS・ABC、1966年12月29日）
- かねてつトップ寄席（ABC）
- 爆笑ヒットパレード（CX、1967年）
- 月曜お笑いチャンネル（12ch、1968年10月7日）
- 笑って笑って大合戦（NET、1968年12月31日）
- くらぶ圭三（12ch）
- 3時のあなた（CX）
- 前田武彦の天下のライバル（NTV、1969年）
- アフタヌーンショー（NET→ANB、1969年5月1日）
- パー子のエプロン寄席（NET）
- お笑いモダン亭（NTV）
- お茶の間寄席（CX）
- 連想ゲーム（NHK総合）
- 第20回NHK紅白歌合戦（NHK総合・ラジオ第1、1969年12月31日）白組応援団
- 第21回NHK紅白歌合戦（NHK総合・ラジオ第1、1970年12月31日）
- ステージ101（NHK総合、1970年1月24日）
- ひとくち演芸（12ch、1970年10月7日）
- おたのしみグランドホール（NHK総合、1970年10月12日）
- 年忘れ笑って60分（NET、1970年12月31日）桂歌丸と共演
- おはよう!こどもショー（NTV、1971年）
- お笑い昼下がり（12ch、1971年）
- 爆笑国会中継（NET、1972年1月1日）
- ファミリー寄席（NET）
- やじうま寄席（NTV、1973年4月14日）
- ミュージック・イン・ドリーム（NET、1974年）
- ライバル大爆笑（12ch、1975年）桂歌丸と共演
- 爆笑パニック!体当たり60分（12ch、1975年）桂歌丸と共演
- 木曜スター対抗戦（NET）
- スターチャレンジ!!（NET）
- 霊感ヤマカン第六感（ABC）
- クイズダービー（TBS）
- オールスター家族対抗歌合戦（CX）
- あの人にもう一度（12ch、1977年4月8日）
- 初笑いオールスター大行進（ABC、1978年1月1日）
- ひるのプレゼント（NHK総合、1978年3月30日）桂歌丸と共演
- 番組対抗かくし芸大会（NTV、1979年1月2日）
- お茶の間スペシャル (フジ、1979年4月2日)
- ゴジラ・ガメラ・ウルトラマン!怪獣クイズだ大集合!!（CX、1979年7月21日）

### ラジオ
- オーナー（TBSラジオ、1964年7月13日 - 1966年10月1日）月曜 - 土曜「落語天気図」担当
- 歌謡大行進（文化放送）[13]
- 寄席のひととき（文化放送、出演時期不明）
- あおぞらワイド（ニッポン放送、1976年4月7日 - 1977年9月30日）金曜パーソナリティ
- 電撃わいどウルトラ放送局（ラジオ関東、1977年6月1日）
- なごやか寄席（東海ラジオ、出演時期不明）

### テレビドラマ
- 特別機動捜査隊（NET、1965年）第167話
- 特ダネ記者（NTV、1966年）第14話から - 金次 役
- ある日わたしは（NTV、1967年）第1話 - しゅう 役
- なんでも引きうけ候（MBS・NET、1969年）小圓遊主演の時代劇
- 笑ってよいしょ（NTV、1969年）5代目三遊亭圓楽主演 - 金一 役
- 一心太助（CX、1971年）第12話 - 丹三郎 役
- 女ですもの（NTV、1972年）
- へんしん!ポンポコ玉（TBS、1973年）第1話 - 警官 役
- 飛べ!孫悟空（TBS、1978年）幽鬼大王 役

### 映画
- ある女子高校医の記録 失神（大映、1969年）三遊亭小圓遊 役
- 与太郎戦記（大映、1969年）衛生兵 役
- 新・与太郎戦記（大映、1969年）軍医 役
- 喜劇・いじわる大障害（ダイニチ映配、1971年）警官 役
- にっぽん美女物語（松竹、1974年）鮒村大助 役
- 伊豆の踊子（東宝、1974年）紙屋 役
- スプーン一杯の幸せ（松竹、1975年）東々亭豊楽 役
- トラック野郎・男一匹桃次郎（東映、1977年）警官 役（桂歌丸も出演している）

### CM
- 日本盛（1973年）山村聡、桂歌丸と共演
- カネボウカップしるこ　(出演は水前寺清子。父親の声のみ担当)
- カゴメ トマトジュース「風呂でもライバル」編（1978年） 桂歌丸と共演
- 日清食品 そば喜利（1979年）桂歌丸と共演
- 文英堂 参考書シグマベストシリーズ（1980年）ラジオCM

### 関連資料
- 「マドモアゼル」1972年クラウンレコードより発売。
- 「笑点 大博覧会 DVD-BOX」2005年に笑点40周年を記念して作られた物。
- 「笑点」2006年に笑点40周年記念に作られた冊子。
- 「笑点 ありがとう円楽さん! 〜五代目 三遊亭円楽を偲ぶ映像集〜」2009年に死去した5代目三遊亭圓楽の追悼DVD。

### 演じた俳優
- 松尾諭（BS笑点ドラマスペシャル、2017年～、BS日テレ）